# AMSDOS
AMSDOS는 8비트 암스트래드 CPC 컴퓨터(및 다양한 클론)를 위한 디스크 운영 체제이다. 이 이름은 Amstrad Disk Operating System의 준말이다.
AMSDOS는 1984년 CPC 464에 처음 등장했으며, 3인치 디스크 드라이브를 추가하였고 이후 CPC 664, CPC 6128에도 등장하였다. 당시 상대적으로 빠르고 효율적인 AMSDOS는 동시대의 대부분의 것들보다 더 빠르고 더 효과적이었다.
AMSDOS는 ROM에 빌브된 채로(모델에 따라 외부 디스크 드라이브나 머신 ROM을 통해) 제공되었으며 내장된 로코모티브 베이직을 통해, 또 펌웨어 루틴을 통해 접근이 가능하였다. 주요 기능은 카세트 접근 루틴(모든 CPC 모델에 빌드됨)을 디스크 드라이브에 매핑시키는 것이었다. 이로써 대부분의 카세트 기반 프로그램들이 수정 없이 디스크 드라이브와 함께 동작할 수 있게 되었다. AMSDOS는 최대 2개의 연결된 디스크 드라이브를 지원할 수 있었다.